# Iwan Kaersenhout
Iwan Kaersenhout, ook wel Kassie (Paramaribo, 26 augustus, 1933), is een Surinaams sporter. Hij is vooral bekend als biljarter en was verder actief in het dammen, tafeltennis, voetbal en basketbal.

## Biografie
Hij was een zoon van George Kaersenhout en Thelma Nurse. Later werd de opvoeding van de energierijke jongen overgenomen door een familielid, vooral door Arnold Eliazer. Hij rondde de lagere school en mulo af. Al tijdens zijn jeugd ontwikkelde hij zich als een talent in het biljarten; de basis leerde hij van August Kiaw A Sem. Rond 1945 won hij al een prijs die hem uitgereikt werd door korpchef/inspecteur Spalburg. Verder maakte hij indruk in het dammen, tafeltennis, voetbal en basketbal.
Hij was van 1955 tot 1960 in Nederland en ging bij terugkeer in militaire dienst. In Nederland breidde hij zijn kennis uit van het biljarten, onder meer dankzij kaderspeler Hans Fulting. Hij introduceerde in Suriname het 38/2 biljartspel en het Libre-grote-hoekspel.
Bij terugkeer kende hij vrijwel geen tegenstand meer in deze tak van sport. Na een dip in de biljartsport werd deze nieuw leven ingeblazen door Johan Chin. Het eerste biljarttournooi volgde, waaraan naast Chin en Kaersenhout ook Paul Chin A Foen meespeelde. Beide biljarters zijn jarenlang zijn grootste opponenten geweest. Tot 9 december 1974 had hij het Surinaamse record van 72 caramboles in handen.
In 1978 vertrok een delegatie van vier personen onder leiding van voorzitter Wong A Foe naar de Nederlandse Antillen, waar bijna alle wedstrijden werden gewonnen.